# Strade Bianche 2019
La 13.ª edición de la clásica ciclista Strade Bianche  fue una carrera en Italia que se celebró el 9 de marzo de 2019 sobre un recorrido de 184 kilómetros con inicio y final en la ciudad de Siena, Italia.
La carrera formó parte del UCI WorldTour 2019, calendario ciclístico de máximo nivel mundial, siendo la quinta carrera de dicho circuito. El vencedor fue el francés Julian Alaphilippe del Deceuninck-Quick Step seguido del danés Jakob Fuglsang del Astana y el belga Wout van Aert del Jumbo-Visma.

## Recorrido
La carrera comienza y termina en la ciudad de Siena, realizados en su totalidad en el sur de la provincia de Siena, en la Toscana. La carrera es especialmente conocido por sus caminos de tierra blanca (strade bianche o sterrati).
En cuanto al recorrido de la edición de 2019, apenas habrá diferencias en los primeros kilómetros respecto a la prueba del 2018, donde se incluyeron 11 sectores y 63 kilómetros de tramos de tierra, un 34.2% de la prueba, un porcentaje realmente llamativo en una carrera que se disputa sobre una distancia total de 184 kilómetros.
La carrera termina como en años anteriores en la famosa Piazza del Campo de Siena, después de una estrecha ascensión adoquinada en la Via Santa Caterina, en el corazón de la ciudad medieval, con tramos de hasta el 16% de pendiente máxima.
Sectores de caminos de tierra:
| Número | Nombre                | Km    | Longitud (m) | Categoría         |
| ------ | --------------------- | ----- | ------------ | ----------------- |
| 1      | Vidritta              | 10,6  | 2.100        | *                 |
| 2      | Bagnaia               | 23    | 5.800        | *                 |
| 3      | Radi                  | 36,9  | 4.400        | * · * · *         |
| 4      | La Piana              | 47,6  | 5.500        | *                 |
| 5      | Lucignano d'Asso      | 73,7  | 11.900       | * · * · *         |
| 6      | Pieve a Salti         | 90    | 8.000        | * · * · * · *     |
| 7      | San Martino in Grania | 111,3 | 9.500        | * · * · *         |
| 8      | Monte Sante Marie     | 130   | 11.500       | * · * · * · * · * |
| 9      | Monteaperti           | 149,8 | 800          | *                 |
| 10     | Colle Pinzuto         | 161,2 | 2.400        | * · * · * · *     |
| 11     | Le Tolfe              | 172,1 | 1.100        | * · * · *         |

## Equipos participantes
Tomaron parte en la carrera 21 equipos: 18 de categoría UCI WorldTeam; 3 de categoría Profesional Continental. Formando así un pelotón de 147 ciclistas de los que acabaron 83. Los equipos participantes fueron:
| WorldTeams (18)- AG2R La Mondiale - Astana - Bahrain-Merida - Bora-hansgrohe - CCC Team - Deceuninck-Quick Step - Dimension Data - EF Education First - Groupama-FDJ - Team Jumbo-Visma - Katusha-Alpecin - Lotto Soudal - Mitchelton-Scott - Movistar Team - Sky - Team Sunweb - Trek-Segafredo - UAE Team Emirates Equipos continentales profesionales (3)- Neri Sottoli-Selle Italia-KTM - Nippo Vini Fantini Faizanè - Vital Concept-B&B Hotels |
| |

## Clasificaciones finales
- Las clasificaciones finalizaron de la siguiente forma:[3]

| \| Clasificación general \| Clasificación general \| Clasificación general \| Clasificación general \| Clasificación general \| \| Ciclista \| Ciclista \| Equipo \| Tiempo \| \| \| --------------------- \| ----------------------- \| -------------------------- \| --------------------- \| --------------------- \| \| 1.º \| Julian Alaphilippe \| Deceuninck-Quick Step \| 4 h 47 min 14 s \| \| \| 2.º \| Jakob Fuglsang \| Astana \| + 2 s \| \| \| 3.º \| Wout van Aert \| Team Jumbo-Visma \| + 27 s \| \| \| 4.º \| Zdeněk Štybar \| Deceuninck-Quick Step \| + 1 min 00 s \| \| \| 5.º \| Tiesj Benoot \| Lotto-Soudal \| + 1 min 00 s \| \| \| 6.º \| Greg Van Avermaet \| CCC Team \| + 1 min 01 s \| \| \| 7.º \| Alexéi Lutsenko \| Astana \| + 1 min 04 s \| \| \| 8.º \| Simon Clarke \| EF Education First \| + 1 min 08 s \| \| \| 9.º \| Toms Skujiņš \| Trek-Segafredo \| + 1 min 12 s \| \| \| 10.º \| Tim Wellens \| Lotto-Soudal \| + 1 min 21 s \| \| \| 11.º \| Yves Lampaert \| Deceuninck-Quick Step \| + 1 min 28 s \| \| \| 12.º \| Geraint Thomas \| Team Sky \| + 2 min 41 s \| \| \| 13.º \| Pieter Serry \| Deceuninck-Quick Step \| + 2 min 41 s \| \| \| 14.º \| Silvan Dillier \| AG2R La Mondiale \| + 2 min 42 s \| \| \| 15.º \| Stefan Küng \| Groupama-FDJ \| + 2 min 44 s \| \| \| 16.º \| Marco Canola \| Nippo-Vini Fantini-Faizanè \| + 2 min 44 s \| \| \| 17.º \| Sam Oomen \| Team Sunweb \| + 2 min 44 s \| \| \| 18.º \| Luke Durbridge \| Mitchelton-Scott \| + 2 min 47 s \| \| \| 19.º \| Christopher Juul-Jensen \| Mitchelton-Scott \| + 2 min 48 s \| \| \| 20.º \| Roman Kreuziger \| Dimension Data \| + 2 min 48 s \| \| |                         |                            |                 |
| |                         |                            |                 |
| Fuente: ProCyclingStats |                         |                            |                 |
| Clasificación general |                         |                            |                 |
| Ciclista | Ciclista                | Equipo                     | Tiempo          |
| 1.º | Julian Alaphilippe      | Deceuninck-Quick Step      | 4 h 47 min 14 s |
| 2.º | Jakob Fuglsang          | Astana                     | + 2 s           |
| 3.º | Wout van Aert           | Team Jumbo-Visma           | + 27 s          |
| 4.º | Zdeněk Štybar           | Deceuninck-Quick Step      | + 1 min 00 s    |
| 5.º | Tiesj Benoot            | Lotto-Soudal               | + 1 min 00 s    |
| 6.º | Greg Van Avermaet       | CCC Team                   | + 1 min 01 s    |
| 7.º | Alexéi Lutsenko         | Astana                     | + 1 min 04 s    |
| 8.º | Simon Clarke            | EF Education First         | + 1 min 08 s    |
| 9.º | Toms Skujiņš            | Trek-Segafredo             | + 1 min 12 s    |
| 10.º | Tim Wellens             | Lotto-Soudal               | + 1 min 21 s    |
| 11.º | Yves Lampaert           | Deceuninck-Quick Step      | + 1 min 28 s    |
| 12.º | Geraint Thomas          | Team Sky                   | + 2 min 41 s    |
| 13.º | Pieter Serry            | Deceuninck-Quick Step      | + 2 min 41 s    |
| 14.º | Silvan Dillier          | AG2R La Mondiale           | + 2 min 42 s    |
| 15.º | Stefan Küng             | Groupama-FDJ               | + 2 min 44 s    |
| 16.º | Marco Canola            | Nippo-Vini Fantini-Faizanè | + 2 min 44 s    |
| 17.º | Sam Oomen               | Team Sunweb                | + 2 min 44 s    |
| 18.º | Luke Durbridge          | Mitchelton-Scott           | + 2 min 47 s    |
| 19.º | Christopher Juul-Jensen | Mitchelton-Scott           | + 2 min 48 s    |
| 20.º | Roman Kreuziger         | Dimension Data             | + 2 min 48 s    |

## Ciclistas participantes y posiciones finales
Convenciones:
- AB-N: Abandono en la carrera
- FLT-N: Retiro por llegada fuera del límite de tiempo en la carrera
- NTS-N: No tomó la salida para la carrera
- DES-N: Descalificado o expulsado en la carrera

## UCI World Ranking
La Strade Bianche otorgó puntos para el UCI World Ranking para corredores de los equipos en las categorías UCI WorldTeam, Profesional Continental y Equipos Continentales. Las siguientes tablas son el baremo de puntuación y los 10 corredores que obtuvieron más puntos:
| Posición   | 1.º | 2.º | 3.º | 4.º | 5.º | 6.º | 7.º | 8.º | 9.º | 10.º | 11.º | 12.º | 13.º | 14.º | 15.º-20.º | 21.º-30.º | 31.º-50.º | 51.º-55.º | 56.º-60.º |
| Puntuación | 300 | 250 | 215 | 175 | 120 | 115 | 95  | 75  | 60  | 50   | 40   | 35   | 30   | 25   | 20        | 12        | 5         | 2         | 1         |

| Clasificación |                    |                       |        |
| Ciclista      | Ciclista           | Equipo                | Puntos |
| ------------- | ------------------ | --------------------- | ------ |
| 1.º           | Julian Alaphilippe | Deceuninck-Quick Step | 300    |
| 2.º           | Jakob Fuglsang     | Astana                | 250    |
| 3.º           | Wout van Aert      | Jumbo-Visma           | 215    |
| 4.º           | Zdeněk Štybar      | Deceuninck-Quick Step | 175    |
| 5.º           | Tiesj Benoot       | Lotto Soudal          | 120    |
| 6.º           | Greg Van Avermaet  | CCC                   | 115    |
| 7.º           | Alexey Lutsenko    | Astana                | 95     |
| 8.º           | Simon Clarke       | EF Education First    | 75     |
| 9.º           | Toms Skujiņš       | Trek-Segafredo        | 60     |
| 10.º          | Tim Wellens        | Lotto Soudal          | 50     |